# Korowai

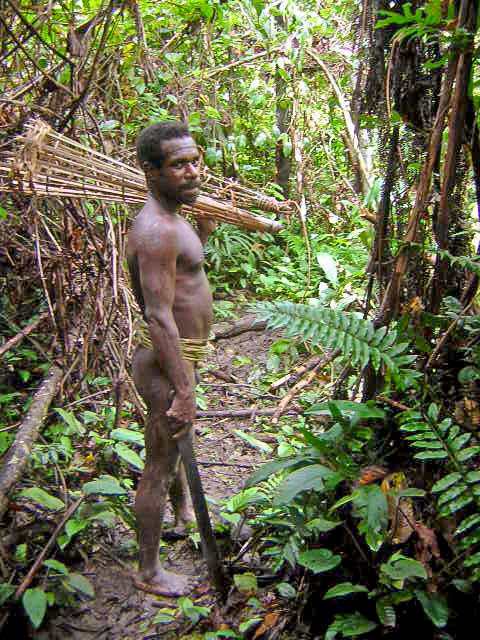
Korowai-Mann

Die Korowai (Eigenbezeichnung Kolufo, auch Kuruwai, Kolofaup) sind ein melanesisches indigenes Volk von Waldnomaden in der Provinz Papua Selatan im indonesischen, südöstlichen Teil West-Papuas (indonesisch: Irian Jaya) der Insel Neuguinea.

## Siedlungsgebiet

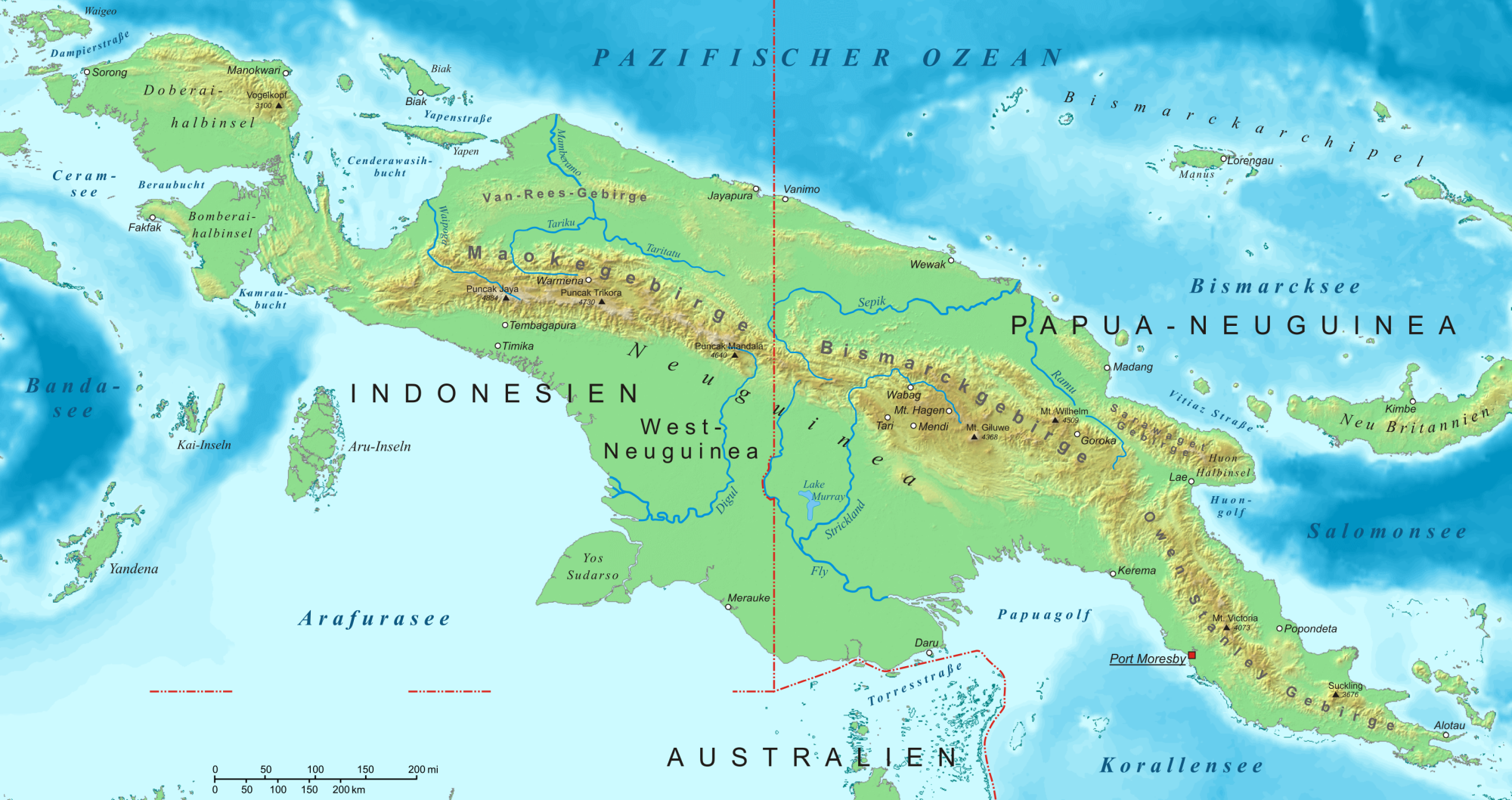
Neuguinea: Merauke im Süden von Westneuguinea

### Territorium und Stammesnachbarn
Die Korowai leben in östlicher Nachbarschaft zum Volksstamm der Asmat, nördlich des Dairam-Kabur-Flusses in der Provinz Merauke und im Norden begrenzt durch das Fußgebirge Kopkaka (Maokegebirge).
Detaillierter betrachtet wird das Siedlungsgebiet westlich durch den Fluss Pulau (früher niederländisch Eilandenrivier, Korowai-Sprache Bafe) und südöstlich durch den Becking (Korowai-Sprache Nailop) begrenzt, bei Überschreiten desselben im nordöstlichen Teil. Im Osten grenzen die westlichen Quellarme des Digul-Flusses den Lebensraum der Korowai ab. Das unmittelbar östlich anschließende Stammesgebiet verteilt sich auf in die Nachbarschaften zu den Asmat-Stammesgruppen der Yupmakcain im Südosten und der Bras im Nordosten. Diese Asmat-Volksgruppen gehören ebenfalls zu den am wenigsten erforschten Stämmen Neuguineas.
Westliche Nachbarn der Korowai sind die Ulakhin. Im Norden und Nordosten leben die Sait und Tsawkwambo. Im Südwesten die Wanggom und im Süden schließlich die Kombai. Es werden knapp fünfzig verschiedene Korowai-Clans unterschieden.
Die Clans dominieren letél abül oder khén mengg(a) abül („starke“ oder „furchtlose Menschen“). Ihre Legitimation beziehen die Männer zumeist aus dem Erbrecht.

### Siedlungen
In der autochthonen Kultur der Korowai ist das völlige Fehlen von dorfähnlichen Siedlungen auffällig. Vielmehr leben noch traditionell lebende Familien-Clans in festgelegten und markierten Territorien auf Baumhäusern, die größere Marsch-Entfernungen auseinander liegen. Dörfer wie Yaniruma, Mabul am Siriat, Baigon oder Yafufla sind keine indigenen Habitate der Korowai, sondern ab 1980 von holländischen Missionaren errichtete Ansiedlungen, die an den Flüssen Becking und Pulau lebenden Korowai als Unterkünfte dienen sollen. Sie bestehen zumeist aus kleinen Kirchen und bescheidenen Wohnhäusern. In Yaniruma hatten die Missionare bereits sehr früh eine Landepiste für Missionsflugzeuge und Helikopter angelegt und eine Schule errichtet. Dörfer wie Wayal und Nanagaton liegen auf dem Gebiet der sogenannten Steinkorowai (indonesisch Korowai Batu oder Korowai-Sprache iliokolufo bzw. Ilol Kolufo aup), die östlich der Pacification Line leben und nochmals deutlich unbekannter und unerforschter sind als ihre westlichen Nachbarn. Den Begriff der Pacification Line prägte der holländische Priester und Missionar Gerrit van Enk, der eine imaginäre Grenze zwischen gerade noch zugänglichen und vollständig unzugänglichen Gebieten der Korowai zog. Gleichwohl muss der Begriff in der Zwischenzeit auf Grund der weit fortgeschrittenen Missionierung und dem damit verbundenen Verlust der indigenen Kultur der Korowai als überholt angesehen werden.

## Kultur

### Lebensweise und Ernährung
Ein Teil des kleinen Volks der Korowai, das nach der letzten Volkszählung zumindest aus 2868 erfassten Menschen bestand, lebt so, wie seine Vorfahren vor vielen tausend Jahren schon gelebt haben. Infolge der Isolation von der Außenwelt ist die materielle Kultur von noch einigen traditionell lebenden Korowai in der Steinzeit verwurzelt. Kenntnis von den Korowai erlangte die Weltöffentlichkeit etwa Anfang der 1980er-Jahre. Ein Großteil der Korowai gilt aufgrund des schwer zugänglichen Siedlungsgebietes weiterhin als unkontaktiert. Dies hängt vor allem damit zusammen, dass auf deren Territorium keine Bodenschätze vorhanden sind, sodass ökonomische Interessen an deren Gebiet entfallen.
Zwar leben viele Korowai noch sehr isoliert, jedoch perfekt angepasst an ihren natürlichen Lebensraum. Bis heute legt sich der größte zusammenhängende Urwald der Erde über ihr Stammesgebiet. Dieser bildet eine natürliche Barriere für ihre Erreichbarkeit. Deutlich radikaler als die benachbarten, im Bergland lebenden Dani sind die Korowai in ihrer traditionellen Lebensweise verhaftet. Bis vor kurzem waren sowohl Eisen als auch andere Metalle weitgehend unbekannt, ebenso daraus gefertigte Werkstoffe und Nutzgegenstände. Töpferei und Schrift zur Verständigung sind dem noch vollständig isolierten Teil der Korowai fremd.
Die traditionelle Lebensweise kommt insbesondere in ihren Wohnbehausungen zum Ausdruck. Die Menschen leben in bis zu 50 Meter hoch gelegenen Baumhäusern, die sie perfekt gegen ihre lebensbedrohliche Umwelt abschirmen, so Fehden, Nachbarschaftskriege und Parasitenplagen. Aufgrund täglicher Übung erklimmt ein Korowai-Mann mit Leichtigkeit und ohne jegliches Hilfsmittel einen astlosen Urwaldriesen, um dort nach Nahrungsmitteln zu suchen; hierzu zählen Vogelnester, Baumratten, essbare Pflanzen und Pilze sowie die Larven des Kapricorn-Rüsselkäfers.
Bis heute gehen noch einige Männer mit Pfeil und Bogen auf die Jagd. Die Jagd ist den Männern vorbehalten. Sie bauen im Regenwald Fallgruben, um Wild zu fangen. Erjagtes Krokodilfleisch ist lediglich den Männern gestattet zu verzehren. Wildschweine, Kasuare, Schlangen, Spinnen, Vögel, Frösche und kleine Beuteltiere gehören zur selbstverständlichen Ernährung ebenso wie Palmblätter, Farnspitzen, Brot- und Pandanusfrüchte. Im Rahmen des Wanderfeldbaus kultivieren die Korowai Yams, Süßkartoffeln und Bananen. Existenziell wichtiges Nahrungsmittel ist Sago (kho). Um im europäischen Markt als Verdickungsmittel bekanntes Sago zu gewinnen, werden die Palmen (Metroxylon sagu) gefällt, deren Stämme mit Steinäxten geöffnet und diese bis auf das Mark ausgeweidet. Die Frauen waschen die Extrakte anschließend und gewinnen so das reine Sago. Das recht stärkehaltige Sago wird in Bananenblätter gewickelt und gebacken. Der papuanische Name Sago bedeutet Brot, denn die Stärke der Sagopalme liefert außerdem das Mehl für Teigwaren wie Fladen. Die umherkrabbelnden Sagolarven der Rüsselkäfer werden ebenfalls verspeist. Die Korowai leben wie alle Wanderfeldbauern mit stark ausgeprägter Jagd- und Sammelorientierung  von einer aneignenden Wirtschaftsform (Subsistenzwirtschaft).
Steinäxte, Knochenmesser und Grabstöcke sind unverzichtbare Gegenstände des täglichen Lebens. Gleichwohl finden sich vereinzelt luxuriöse Attribute wie Schmuckutensilien. So stecken sich Korowai-Frauen die Schwingenknochen des Flughundes durch die Nasenspitze. Weiterhin basteln sie Ketten aus Kaurischnecken und Hundezähnen. Männer tragen Nasenstäbe, Ketten aus Schweinezähnen sowie Rattanreifen-Schmuck. Letzteren wickeln sie sich um die Hüften. Bekleidungsgegenstände sind rar. Die Frauen verwenden nur einen aus Sagofasern gedrehten Rock und die Männer tragen aus der Tradition heraus als Schambedeckung teilweise noch ein um den Penis gewickeltes Blatt. In manchen Gruppen fallen anstelle des Blattes Nussschalenhälften auf. Das bei den Dani und Asmat verbreitete Penisfutteral (Koteka) findet bei den Korowai keinen Einsatz. Frauen verlassen ihr Baumhaus nicht ohne Noken (Tragenetze), Männer nicht ohne Pfeil und Bogen. Das Aufeinanderprallen der industrialisierten Welt mit den traditionellen Riten zeigt sich heute an dem Gebrauch von Batterien, deren Säure auf die Haut aufgebracht wird, um verzierende Narben entstehen zu lassen. Dem Saft der Batterien werden magische Kräfte zugesprochen.
In den Baumhäusern leben Familiengruppen von bis zu acht Personen. Sie leben in Refugien innerhalb ihrer Baumhäuser strikt geschlechtergetrennt. Wird eine Gruppe zu groß, teilt sie sich.
Ähnlich wie die in Papua-Neuguinea am Sepik beheimateten Iatmul besteht das Siedlungsgebiet der Korowai überwiegend aus Sumpflandschaft. Bis heute gibt es innerhalb des Territoriums keine staatlichen Ordnungskräfte; vielmehr gelten noch immer angestammte Regeln traditioneller Rechtsprechung. Nichtsdestotrotz besitzt der Staat Papua-Neuguineas über die Region der Korowai Herrschaftsgewalt. So leben beispielsweise heutzutage viele Korowai in vom Staat eingerichteten Camps.

### Architektur der Baumhäuser

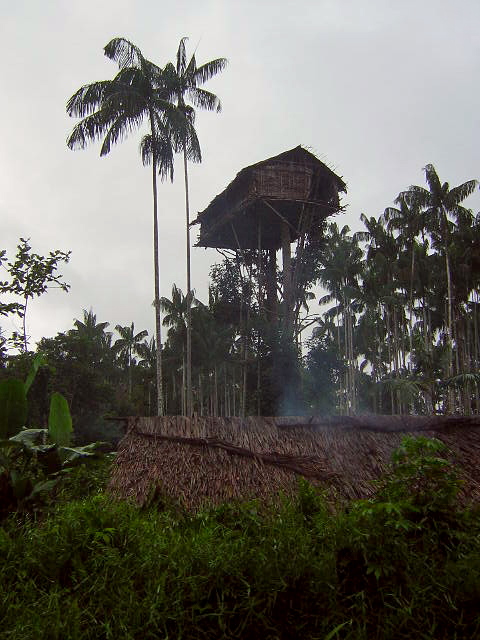
Korowai-Baumhaus

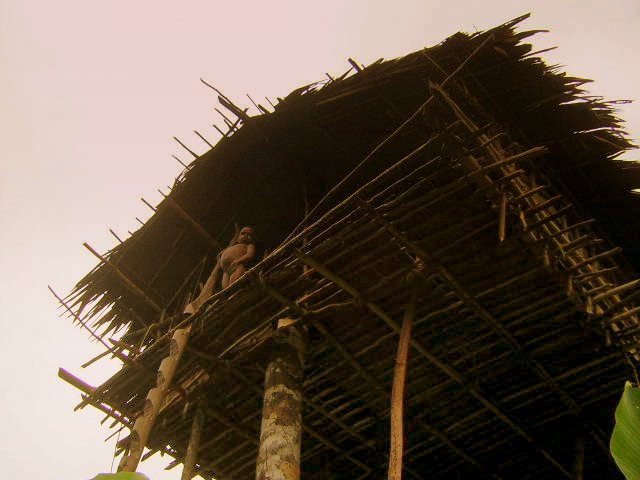
Bewohner im Eingangsbereich

Bis heute leben einige Korowai in Bäumen (daher gelegentlich als Baummenschen bezeichnet) und das bisweilen in den Wipfelregionen. Die Behausungen werden aus Holzstangen und Palmwedeln gebaut; der Fußboden besteht aus Baumrinde. Die Wohnstätten sind vollständig ohne Seile und Nägel errichtet. Nur Lianen halten die Bauwerke zusammen. Wegen ihrer Größe werden sie mit langen Holzpfosten abgestützt. Der einzige Zugang zum Haus führt über einen senkrechten mit Kerben versehenen (einziehbaren) Pfahl, bei hoch gelegenen Baumhäusern über einen leiterartigen Gawil. In die Kerben passen lediglich die Fußspitzen. Das Baumhaus schützt vor Angriffen feindlicher Clans, wilden Tieren, Krankheiten und Überschwemmungen. Die um das Baumhaus gerodete Lichtung gewährt zusätzlichen Schutz, da herannahende Feinde schnell bemerkt werden. Kriegs- oder Friedenssituationen erkennt man an der Höhe des Bauwerks über dem Boden. Gewöhnlicherweise wird in Friedenszeiten zwischen 10 und 25 Metern Höhe gebaut, in turbulenten Zeiten wird bis zu 50 Meter hoch gebaut.
Ein typisches Korowai-Haus umfasst drei Räume, zwei Feuerstellen und zwei Veranden. Neben den Ruheplätzen befinden sich auch noch Hab und Gut und eine Feuerstelle unter dem schützenden sagopalmenen Dach. Die Feuerstelle ist über einem Loch im Hüttenboden mit Rattan festgebunden und besteht aus Ästen, die mit Blättern und Lehm ausgefüllt sind. Sie stellt den zentralen Platz auf der Plattform des Baumhauses dar. Bei Brand und Brandgefahr durch die Kochstelle, werden die Rattanschnüre gekappt, sodass die Feuerstelle durch das Loch auf den Waldgrund fällt. Alle drei bis fünf Jahre muss ein neues Baumhaus gebaut werden, da dieses im feuchten Tropenklima schnell fault und/oder von Insekten zerfressen wird.
Die höchste Konzentration von Baumhäusern findet sich entlang der Uferlinien der bedeutendsten Flüsse im Innern des Siedlungsgebietes des Stammes, so der Flüsse Afiüm, Walop, Mabül, Nelaf und Fukh. Bevorzugt werden hohe Uferkanten bewohnt.

### Sprache
Die Sprache der Korowai wird als Trans-New Guinea klassifiziert. Die Sprachfamilie bezeichnet sich als Ok-Awyu, Awyu-Dumut (auch Awyu-Ndumut – südöstlicher Sprachraum Papuas). Daneben gibt es Dialekte. Mittlerweile beherrschen viele Korowai auch indonesisch.

### Weltbild
Das Weltbild der Korowai eröffnet sich aus drei konzentrischen Kreisen. Diese Welten schreiben die Korowai dem Gott „Ginol“ zu. Im Mittelpunkt befindet sich die Welt des klan-einteilenden Lebens (bolüpbolüp), der Menschen, Tiere und Pflanzen und der stets gegenwärtigen Geister. Nach außen folgen die Welten des Todes (bolüplefupé) und des endlosen Ozeans (méan-maél). In der Vorstellung des Weltuntergangs stürzen die Welten des Lebens und des Todes ins große Wasser. Dort lebt der Fisch „Ndewe“. Dieser verschlingt alles Leben aus Menschheit und Tierwelt. Zu diesem Weltverständnis gehört, dass die Korowai glauben, es gäbe keinen natürlichen Tod. Stets ist stattdessen Hexerei (Khakhua) im Spiel, selbst wenn jemand an einer Krankheit stirbt.
In der Neuzeit warnen die „Alten“ ihre „Nachkömmlinge“ vor eindringenden fremden Zivilisationen, die Unheil bringen.

### Kannibalismus
Der Frage, ob es heute noch Kannibalismus unter den Korowai gibt, ist Paul Raffaele, ein australischer Journalist, seit Mitte der 2000er Jahre nachgegangen. Dazu reiste er 2006 in das Siedlungsgebiet des Stammes. Im Ergebnis sei ihm glaubhaft versichert worden, dass ritueller Kannibalismus noch heute existiert. Soweit grenznahe Siedlungsgebiete jedoch bereits im Einflussbereich öffentlicher Gewalt (Polizei) stünden, sei eine deutliche Rückdrängung des Kannibalismus-Phänomens zu beobachten. Für die bisweilen heute noch gänzlich unerforschten Siedlungsgebiete in den Tiefen des Urwaldes träfe dies andererseits nicht zu. Wenngleich regelmäßig schwere Krankheitserreger wie Bakterien und daneben Vergiftungen, ausgelöst durch giftige Spinnen und Schlangen, die wahre Todesursache vieler Einwohner bilden, wird in Unkenntnis dieser medizinischen Ursachen die Verantwortlichkeit bei den khakhua (der Hexerei verfallenen Personen) gesucht und gefunden. Khakhua können eigene Familienmitglieder sein. Der dämonischen Kraft der Khakhuas begegnet man durch deren Tötung. Mit gezieltem Herzschuss (Pfeil & Bogen) werden sie getötet, sodann ausgeweidet, zerlegt und in Bananenblättern verzehrfertig gemacht.
Den Darstellungen Raffaeles ist mehrfach widersprochen worden, da sie stark verzeichneten, wenngleich gesichert ist, dass vereinzelte kannibalistische Rituale zumindest in der Vergangenheit im Rahmen des khakhua-Glaubens stattgefunden haben.
Vor allem führen Krankheiten wie die tropische Malaria, Tuberkulose, Anämie, Wundinfektionen oder die Elephantiasis regelmäßig zum Tode von Personen unter den Sippschaften.

## Berührungspunkte zur Außenwelt

### Erstkontakte (1978–1983)
Die ersten systematischen Kontaktversuche mit den Korowai gehen auf das Jahr 1978 zurück. Vormals wurde lediglich eine Mission angelegt, die im Zeitbereich zwischen 1959 und 1978 irgendwelchen Kontakt zu den Korowai bei Waliburu und Firiwagé gehabt haben will. Niederländische Missionare – namentlich Jaap Groen und Johannes Veldhuizen – brachen im März dieses Jahres über die Süd-West-Route auf, ausgehend von Citak. Vorausgegangen waren dem Unternehmen 18 Monate eingehender Gebietserkundung. Diese bewerkstelligte man mittels Booten, Einbäumen und auch per Luftweg mit Helikoptern. Im März 1979 gelang es unter Mithilfe von Clanangehörigen der Kombai, eine Genehmigung zum Aufbau einer Missionsstation nahe Yaniruma zu erhalten. Diese lag an der Grenze zum Territorium der Korowai auf dem Gebiet der Kombai, südseits des Flusses Nailop. In den frühen 1980er Jahren konnte die Missionsstation um eine Schule, in der Indonesisch erlernt werden konnte, und ein kleines Krankenhaus erweitert werden. Zeitgleich kontaktierte man die ersten Korowai am Nordufer des Flusses (Nailop). In den Folgejahren (ab 1983) gelang es, einzelne Korowai für die Mission zu gewinnen und sie an infrastrukturellen Projekten arbeiten zu lassen. Die Neugier dieser Leute am kleinen Dorfladen Yanirumas, der Fischmesser, Eisen- statt Steinäxte und, für die Haltbarmachung von Fleisch, Salz feilbot, weckte Gegeninteresse.
Parallel entwickelten sich in der Zeit zwischen 1978 und 1983 die ersten Kampong formations. Diese stellen eine Mischung aus traditioneller Clan- und indonesischer Kultur dar. Die Durchmischung der Kulturen kam zum Ausdruck durch neu gebaute Dörfer im indonesischen Stil, in welchen verschiedene Clans der Korowai – ebenso Clans anderer Stämme – zusammenlebten und sich in das indonesische Verwaltungssystem eingliederten. Die Stelzenbauten wurden dabei erstmals zugunsten eleganter Reihenhäuser aufgegeben. Zunächst wurden diese kampongs außerhalb des Korowai-Siedlungsgebietes errichtet. Penisblätter und Nussschalen (Korowai) und kotekas (andere Stämme) wurden eingetauscht gegen indonesische Volkskleidung. Der Erstreckungsgrad dieser kulturellen Umstimmung auf die Korowai als Ganzes ist dabei äußerst gering (zusammengestellt nach Van Enk/De Vries).

### Folgekontakte
Auf dem Siedlungsgebiet des Korowai-Clans der Manianggatun wurde 1985 dann das erste Korowai-Dorf im kampong-Stil errichtet. Weitere folgten in den Jahren 1987 und 1988. Weitere Expeditionen in die Tiefe des Gebietes wurden durchgeführt.
1986 wurde der erste Dokumentarfilm für eine sozialwissenschaftliche Stiftung aus Indonesien gedreht und 1987 fertiggestellt. Der Regisseur Dea Sudarman beleuchtete dabei insbesondere die Kultur der Baumhäuser und Sagofeste. Mit diesem Filmprojekt war ein erstes Zeitzeugnis über die Lebensweise der Korowai für die Weltöffentlichkeit geschaffen.
Unwiederholte Versuche der wirtschaftlichen Erschließung von Ölreserven (Conoco/Vereinigte Staaten) und Gold (Gold Allied International Limited/Hongkong) folgten. Die Anstrengungen erwiesen sich als unverhältnismäßig.
Anfang der 1990er-Jahre besuchten erste Touristen grenznahe nördliche Stammesgebiete bei Mabül. Bei Yafufla kam es zu gewaltsamen Auseinandersetzungen mit Todesfolgen. Polizeipatrouillen sahen sich genötigt, erstmals auch in eine unbefriedete Korowai-Region einzuziehen.
Ein zweites – japanisches – Filmprojekt, ebenfalls angeleitet von Dea Sudarman, setzte sich im September 1990 mit Stammesregionen entlang des Nailop auseinander und drang dabei tief ins Zentrum des Siedlungsgebietes vor. 1993 filmte ein amerikanisches Ensemble beim Korowai-Clan der Dajo. Diese anthropologische Dokumentation setzte sich auch mit dem heiklen khakhua-Thema (ritueller Kannibalismus) auseinander. Alexander Smoltczyk und Georg Steinmetz verwirklichten 1995 für die deutsche Geo und die amerikanische NG eine einmalige Bilderreise zu den bis dahin unkontaktierten Clans der Sayakh und der Lén Bainggatum.
2018 begleitete der britische Dokumentarfilmer Will Millard für die BBC über den Zeitraum eines Jahres eine Gruppe von Korowai und dokumentierte im Dokumentarfilm My Year With The Tribe, dass innerhalb weniger Jahre die meisten der noch traditionell im Dschungel lebenden Korowai in mit Unterstützung der Regierung errichtete Dörfer an Flussufern umgezogen waren und mittlerweile mit vielen modernen Kulturgütern wie Kleidung und Mobiltelefonen lebten. Es gelang ihm aber auch, Kontakt zu einigen nach wie vor traditionell in Baumhäusern lebenden Personen herzustellen. Dabei erfuhr er auch, wie vorangegangene westliche Filmexpeditionen das Bild der zeitgenössischen Korowai-Kultur bewusst inszeniert hatten, indem sie Einheimische etwa dafür bezahlten, besonders hohe Baumhäuser für Dreharbeiten zu errichten.
Zusammenfassend kann man sagen, dass bis heute – Ausnahmen sind aufgeführt – wenige Kontakte zu den Korowai als Ethnie bestehen (zusammengestellt nach Van Enk/De Vries).

## Film
- Harald Melcher: Die Baumhausmenschen Korowai: die Herrscher der Wälder. DVD. Gernsbach 2000, ISBN 3-00-008511-4.